# Tihomir Dunđerović
Tihomir Dunđerović (Osijek, 7. rujna 1971.) je hrvatski pjesnik, umjetnik, školski knjižničar i književni kritičar.
Tihomir Dunđerović stekao je formalnu naobrazbu diplomiranog knjižničara i profesora hrvatskog jezika i književnosti. Nakon završenog studija, promijenio je više radnih mjesta, sve u svojoj rodnoj Slavoniji, a i danas radi kao informacijski stručnjak – na radnom mjestu školskog knjižničara poučava mlade u Osnovnoj školi Bilje u Bilju svojim dvjema ljubavima – umjetnosti i egzaktnim informacijskim vještinama.
Već od najranijih dana iskazivao je sklonost svim aspektima umjetnosti, ne libeći se pri tom i javnog angažmana. Na udaraljkama i bubnjevima predstavio se kao glazbenik u skupinama Perspektiva, 13. prase, Nova, i Kabir Bedi. Sklon modernističkom izrazu pomicao je granicu između vizualnih umjetnosti i teatarskog izričaja, jasnu podjelu između autora, publike i umjetničkog djela svojim izložbama skulptura i objekata, instalacijama i performansima u različitim hrvatskim gradovima.
U književnim časopisima Zarezu, Quorumu, Hombreu, Književnoj reviji, Alephu i Začinjavcima objavljivao je književne kritike i pjesme, a pjesme neformalno objavljuje i na mrežnim stranicama. Godine 2005. izlazi mu zbirka pjesama "Psiho, ptice", za koju je dobio nagradu na Pjesničkim susretima u Drenovcima. Zbirka je to pjesama u slobodnom stihu modernog poetskog izričaja. Mnoge se pjesme u drugoj osobi obraćaju sugovorniku, otvorene dijalogu sa svijetom, dok druge ostaju monolog lirskog ja, nudeći nam u cjelini tematski raspon od svakodnevnih općeprepoznatljivih situacija u kojima osjećamo bliskost s pjesnikom pa do hermetičke zatvorenosti koja nas navodi na poštovanja i distancu od uzvišenosti pjesničkog stvaratelja. Zbirka je stilski ujednačena, ukazuje na bogato unutarnje kritičko proživljavanje života autora koju krasi izvanjska staloženost i odmjerenost slavonskog podneblja.
Dunđerovićev radni elan i otvorenost novim medijima i načinima izražavanja ostavili su traga i u profesionalnom radu. Zapažen je njegov udio u pionirskom projektu mrežne suradnje školskih knjižničara Anđeli, javnosti predstavljeno u Novom Vinodolskom 2003. i filmsko-izvedbeni performans „Dr. Anđelko“ izveden također u Novom Vinodolskom 2004.
Dunđerović je aktivan član knjižničarske zajednice, dajući naročito vrijedne priloge u izradbi, održavanju i sadržajnom oblikovanju više mrežnih sjedišta. Godine 2006. nominiran je zbog svojih zasluga za prestižnu knjižničarsku Nagradu „Eva Verona“ koja se dodjeljuje kao oblik javnog priznanja istaknutim mladim knjižničarima.

## Vanjske poveznice
- Školska knjižnica Tihomira Dunđerovića
- Anđeli
- Društvo knjižničara Slavonije i Baranje
- Hrvatsko knjižničarsko društvo